# کنوانسیون بین‌المللی برای مقررات شکار نهنگ

کشورهای عضو کنوانسیون بین‌المللی مقررات شکار نهنگ (به رنگ آبی)

کنوانسیون بین‌المللی برای مقررات شکار نهنگ (به انگلیسی: International Convention for the Regulation of Whaling)، یک توافقنامه بین‌المللی زیست‌محیطی است که با هدف «حفظ صحیح ذخایر نهنگ و در نتیجه امکان توسعه منظم صنعت شکار نهنگ» انجام می‌شود. این قانون بر فعالیت‌های تجاری، علمی و شکار نهنگ بومی در ۸۸ کشور عضو نظارت می‌کند.